# Banana Azul

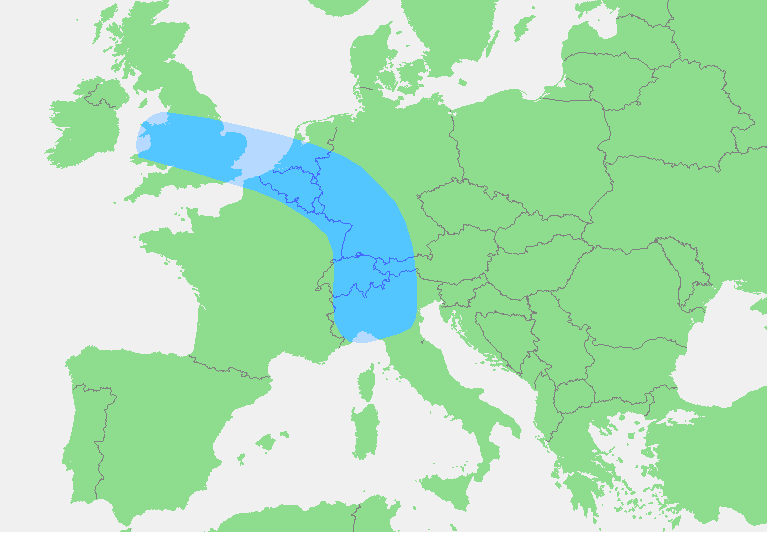
La Banana Azul.

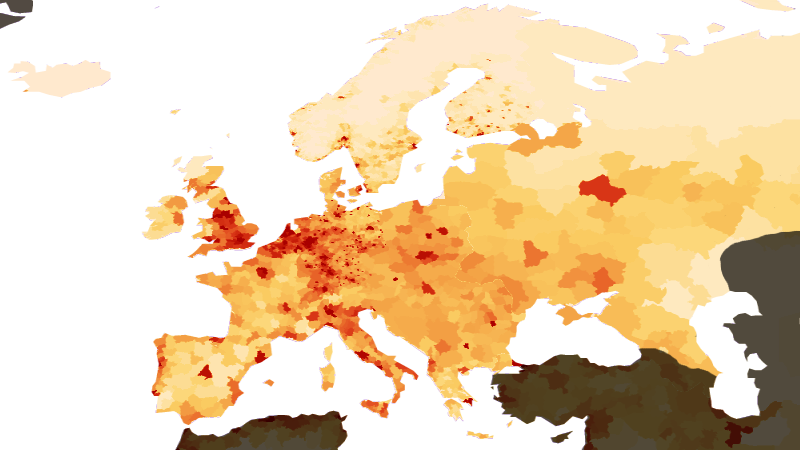
Mapa que muestra la densidad de población en Europa.

La Banana Azul (inglés, Blue Banana), también conocida como Megalópolis Europea o Dorsal Europea es un término que hace referencia a un corredor urbano dentro del continente europeo caracterizado por una elevada densidad de población y una concentración de la actividad económica e industrial, que se extiende desde Mánchester, en el  Reino Unido hasta Milán, en Italia. Abarca ciudades como Mánchester, Londres, Bruselas, Ámsterdam, Lille, Colonia, Fráncfort del Meno, la Cuenca del Ruhr, Luxemburgo, Estrasburgo, Basilea, Zúrich, Milán y Turín —a inicios del siglo XXI también están incluyéndose en tal conurbación la aglomeración parisina, Génova, Mónaco, Niza— y cubre una de las mayores concentraciones de habitantes, dinero e industria del mundo. El concepto fue desarrollado en 1989 por RECLUS, un grupo de geógrafos franceses dirigidos por Roger Brunet. Unos 90 millones de personas viven en la Banana Azul. El nombre le ha sido dado por la imagen que presenta en fotos satelitales.

## Ciudades y regiones
La siguiente tabla incluye ciudades y áreas metropolitanas. 
| Ciudad / Área metropolitana       | País                             | Población (millones) |
| --------------------------------- | -------------------------------- | -------------------- |
| Londres                           | Reino Unido                      | 14.7                 |
| Rin-Ruhr                          | Alemania                         | 12.0                 |
| Milán                             | Italia                           | 7.5                  |
| Randstad                          | Países Bajos                     | 7.4                  |
| Diamante Flamenco                 | Bélgica                          | 5.5                  |
| Fráncfort del Meno/Rin-Meno       | Alemania                         | 5.2                  |
| Mosa-Rin                          | Bélgica, Países Bajos y Alemania | 3.9                  |
| Gronau-Enschede                   | Países Bajos y Alemania          | 3.2                  |
| Stuttgart                         | Alemania                         | 2.7                  |
| Birmingham/ West Midlands         | Reino Unido                      | 2.6                  |
| Mánchester/Gran Mánchester        | Reino Unido                      | 2.5                  |
| Turín                             | Italia                           | 2.2                  |
| Mannheim/Rin-Neckar               | Alemania                         | 2.0                  |
| Lille-Kortrijk-Tournai            | Francia y Bélgica                | 1.8                  |
| Brabantse Stedenrij               | Países Bajos                     | 1.7                  |
| Leeds - Bradford / West Yorkshire | Reino Unido                      | 1.5                  |
| Sheffield / South Yorkshire       | Reino Unido                      | 1.5                  |
| Zürich                            | Suiza                            | 1.3                  |
| Arnhem-Nimega                     | Países Bajos y Alemania          | 0.8                  |
| Saarbrücken-Forbach               | Alemania y Francia               | 0.7                  |
| Estrasburgo                       | Francia                          | 0.7                  |
| Basilea                           | Suiza, Francia y Alemania        | 0.7                  |
| TOTAL                             | -                                | 78.4                 |